# Байкальск-Пассажирский
Байка́льск-Пассажи́рский – остановочный пункт Восточно-Сибирской железной дороги на Транссибирской магистрали в Слюдянском районе Иркутской области.
Находится на 5346 километре Транссиба на территории города Байкальска.
Относится к Улан-Удэнскому региону Восточно-Сибирской железной дороги. Построена в 1965 году.

## Дальнее следование по станции
| № поезда | Маршрут движения   | № поезда | Маршрут движения   |
| -------- | ------------------ | -------- | ------------------ |
| 149      | Улан-Удэ — Иркутск | 150      | Иркутск — Улан-Удэ |
| 361      | Наушки — Иркутск   | 362      | Иркутск — Наушки   |

## Пригородное сообщение по станции
| № поезда  | Маршрут движения                | № поезда  | Маршрут движения                |
| --------- | ------------------------------- | --------- | ------------------------------- |
| 6337/6335 | Выдрино — Иркутск-Сортировочный | 6334/6336 | Иркутск-Сортировочный — Выдрино |
| 6601      | Выдрино — Слюдянка I            | 6602      | Слюдянка I — Выдрино            |
| 6605      | Выдрино — Слюдянка I            | 6606      | Слюдянка I — Выдрино            |